# Pame (pueblo indígena)
Los pames son un grupo indígena chichimeca del centro-norte de México que hoy en día algunos viven en el estado de San Luis Potosí. Ellos se hacen llamar Xi‘oi. Los pames hablaban el idioma pame, una lengua otomangueana del grupo oto-pame, que aún sobrevive actualmente.

## Historia

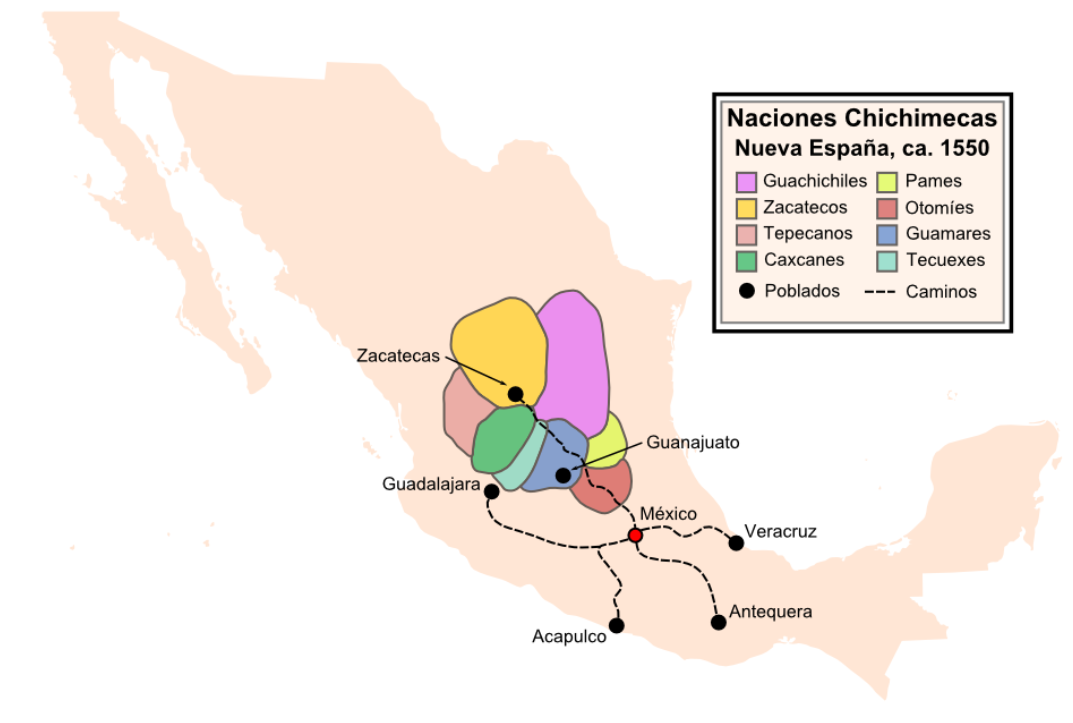
Mapa de las naciones Chichimecas hacia 1550.

Los pames intervinieron en la Guerra Chichimeca. Al inicio del conflicto fueron descritos como los más pacíficos de todas las "naciones" conocidas bajo el nombre genérico de chichimecas. Habitaban en las localidades de Acámbaro, Orirapúndaro, Ucareo, Tulimán, San Pedro, Parrón, Sinquía, Sichú, Izmiquilpan y Meztitlán. Compartieron territorio al oeste con los guachichiles y guamares, así como con los otomíes en Jilotepec y con los purépechas en Michoacán. 
En la década de 1570, sus actividades fueron más hostiles, pues se reportaron secuestros y asesinatos a españoles. Básicamente eran nómadas, su cultura religiosa era semejante a la de los otomíes; por ello, se los consideraba más avanzados que los guamares, guachichiles y zacatecos.

## Actualidad
Actualmente existen unos 20 000 pames que viven en la zona media de San Luis Potosí, además de unos 600 que se encuentran en el norte del estado de Querétaro. Viven de una agricultura de subsistencia. En el estado de Querétaro se distinguen tres microrregiones con poblados xiʔúi, dos de ellas en el municipio de Jalpan de Serra: la microrregión de Tancoyol, donde las principales poblaciones son: Las Flores, Las Nuevas Flores, El Rincón y San Antonio; la microrregión de Valle Verde, donde la comunidad El Pocito, concentra la mayor cantidad de presencia xiʔúi. Otro municipio queretano con presencia xiʔúi es Arroyo Seco. En la microrregión de Purísima de Arista es donde se asientan las comunidades de San José de las Flores y San Juan Buenaventura.
En San Luis Potosí los pames habitaban principalmente el antiguo municipio de San Francisco de la Palma, del que se desprendieron los actuales municipios de Tamasopo y Santa Catarina, que realmente a la fecha son los únicos que tienen habitando pames puros; en otros municipios potosinos como Ciudad del Maíz, Cárdenas, Rayón y Lagunillas ya se mezclaron con los mestizos, tal vez quede uno que otro en el municipio de Alaquines. Su nombre es XI'OÍ, pero se pronuncia SHIHUÍ. Hasta el 2005 había aproximadamente 10 000 pames, mayores de 15 años que hablan solamente su idioma, según el INEGI.

## Galería
|              |
| Diosa Cachum |

|                                                                       |
| Misión de San Miguel Concá, Querétaro (Concá: conmigo en lengua pame) |

|                        |
| Nipil'Ji o flauta pame |

|                                                            |
| Altar Pame o Xi'iuy en Las Guapas (Rayón), San Luis Potosí |